# IFPI Griechenland
Die IFPI Griechenland ist eine interprofessionelle Organisation, die die Interessen der griechischen Musikindustrie vertritt. Gegründet wurde der Verband im Jahr 1989 und ist Mitglied der International Federation of the Phonographic Industry. Aufgaben des Verbandes ist die Zusammenstellung der griechischen Musikcharts, die Rechtevertretung sowie die Vergabe von Musikauszeichnungen für Alben, Singles und Videoalben. Von 2002 bis 2007 vergab der Verband die Arion Music Awards.

## Verleihungsgrenzen der Tonträgerauszeichnungen

### Alben
| Auszeichnung | bis 31. Oktober 1990 | 1. November 1990 bis 31. Dezember 1996 | 1. Januar 1997 bis 31. August 2002 | 1. September 2002 bis 31. August 2006 | 1. September 2006 bis 31. Dezember 2009 | seit 1. Januar 2010 |
| ------------ | -------------------- | -------------------------------------- | ---------------------------------- | ------------------------------------- | --------------------------------------- | ------------------- |
| Gold         | 50.000               | 30.000                                 | 25.000                             | 20.000                                | 15.000                                  | 6.000               |
| Platin       | 100.000              | 60.000                                 | 50.000                             | 40.000                                | 30.000                                  | 12.000              |
| 2× Platin    | 200.000              | 120.000                                | 100.000                            | 80.000                                | 60.000                                  | 24.000              |
| …            |                      |                                        |                                    |                                       |                                         |                     |

| Auszeichnung a | 1. Januar 1997 bis 31. August 2002 | 1. September 2002 bis 31. Dezember 2006 | 1. Januar 2007 bis 31. Dezember 2008 | 1. Januar 2009 bis 31. Dezember 2009 | seit 1. Januar 2010 |
| -------------- | ---------------------------------- | --------------------------------------- | ------------------------------------ | ------------------------------------ | ------------------- |
| Gold           | 15.000                             | 10.000                                  | 7.500                                | 5.000                                | 3.000               |
| Platin         | 30.000                             | 20.000                                  | 15.000                               | 10.000                               | 6.000               |
| 2× Platin      | 60.000                             | 40.000                                  | 30.000                               | 20.000                               | 12.000              |
| …              |                                    |                                         |                                      |                                      |                     |

### Singles
| Auszeichnung | bis 31. Dezember 2006 | 1. Januar 2007 bis 31. Dezember 2008 | 1. Januar 2009 bis 31. Dezember 2009 | 1. Januar 2010 bis 31. Dezember 2019 | seit 1. Januar 2020 b |
| ------------ | --------------------- | ------------------------------------ | ------------------------------------ | ------------------------------------ | --------------------- |
| Gold         | 10.000                | 7.500                                | 5.000                                | 3.000                                | 10.000                |
| Platin       | 20.000                | 15.000                               | 10.000                               | 6.000                                | 20.000                |
| 2× Platin    | 40.000                | 30.000                               | 20.000                               | 12.000                               | 40.000                |
| …            |                       |                                      |                                      |                                      |                       |
| Diamant      | –                     | –                                    | –                                    | –                                    | 100.000               |

### Videoalben
| Gold      | 5.000  | 3.000  |
| Platin    | 10.000 | 6.000  |
| 2× Platin | 20.000 | 12.000 |
| …         |        |        |

## Musikcharts
Aktuelle Chartauswertungen
- Top 75 Albums (seit Oktober 2010)
- Top 200 Airplay Chart (seit 2011)

Ehemalige Chartauswertungen
- Top 50 Greek Albums
- Top 50 Foreign Albums